# South Twin Peak
Il South Twin Peak è uno dei due picchi compresi nel massiccio nominato The Twins, appartenente alle Montagne Rocciose Canadesi, localizzato nella provincia canadese dell'Alberta.
Con 3.566 metri d'altezza è più basso di 165 metri del North Twin Peak. Il nome del massiccio risale al 1898, e solamente nel 1980 si decise di dare un nome separato ai due picchi: il South e il North South Twin Peak.